# اسپیتس‌برگن
اِسپیتس‌بِرگِن (به نروژی: Spitsbergen) (پیش از این معروف به اسپیتس‌برگن باختری) بزرگ‌ترین جزیره در مجمع‌الجزایر سوالبارد نروژ است. اسپیتس‌برگن یکی از سه جزیره مسکونی این مجمع‌الجزایر است. اسپیتس‌برگن تنها جزیره مجمع‌الجزایر اِسوالبار نروژ است که ساکنان دائمی دارد.
این جزیره در اقیانوس منجمد شمالی واقع شده. از آنجا که اسپیتس‌برگن در مسافت زیادی در بالای مدار قطبی قرار گرفته، خورشید از اواخر آوریل تا اواخر اوت ۲۴ ساعت در روز می‌درخشد.

## تاریخچه
نام اسپیتس‌برگن از زبان هلندی آمده و به معنای «کوه‌های نوک‌تیز» است. این نام را ویلم بارنتس، کاشف هلندی به این جزیره داد. او در راه جستجوی راه دریای شمالی در سال ۱۵۹۶ اسپیتس‌برگن را کشف کرد.
با این حال احتمال این نیز هست که شکارچیان پومور روسی در سده‌های ۱۴ و ۱۵ این جزیره را کشف کرده‌باشند.
امروزه بزرگ‌ترین آبادی این جزیره، شهر نروژی لونگیربین (Longyearbyen) است و دومین آبادی بزرگ بارنتس‌بورگ است که محل زندگی معدن‌چیان روس است.

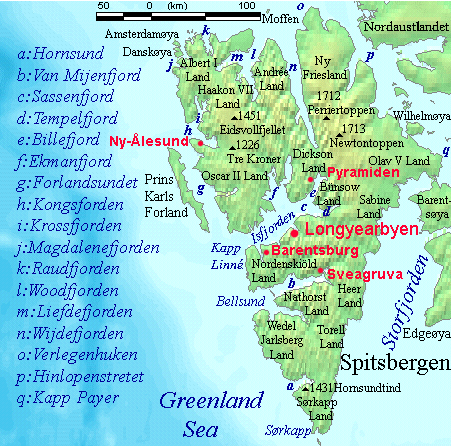
گیتاشناسی اسپیتس‌برگن.

هلندیان در سال ۱۹۳۲ بارنتس‌بورگ را به شرکت آرکتیکوگول شوروی فروختند.
انگلستان و کانادا در سال ۱۹۴۱ سربازانی به اسپیتس‌برگن فرستادند تا از اشغال آن از سوی آلمان‌ها جلوگیری کنند.

## بانک دانه‌های گیاهی
دولت نروژ قصد دارد تا در سال ۲۰۰۷ محل مستحکمی برای نگهداری ۱۰ هزار دانه گیاهی در یکی از غارهای این جزیره بسازد تا در صورت در گرفتن یک جنگ هسته‌ای در جهان، این دانه‌ها از پرتوهای اتمی در امان بمانند.

## فرهنگ عامه
در داستان ملکه برفی، اسپیتس‌برگن محل کاخ ملکه برفی است.